# Willard (Utah)
Willard – miasto w Stanach Zjednoczonych, w stanie Utah, w hrabstwie Box Elder.